# Peter Kilian (Fußballspieler)
Peter Kilian (* 23. April 1957) ist ein ehemaliger deutscher Fußballspieler.

## Leben
Der zuvor in der Jugend des HSV Barmbek-Uhlenhorst spielende Torhüter wurde mit dem Beginn der Saison 1974/75 in das Aufgebot der Hamburger für die neugegründete 2. Fußball-Bundesliga aufgenommen. Der damals 17 Jahre alte Kilian gab seinen Zweitliga-Einstand Ende September 1974, als er in der zweiten Hälfte des Heimspiels gegen die SpVgg Erkenschwick eingewechselt wurde, weil sich Stammtorwart Klaus-Hinrich Müller den Arm gebrochen hatte. Kilian stand auch in den folgenden Spielen im Tor. Beim Spiel gegen Schwarz-Weiß Essen im November 1974 musste Kilian nach einem Zusammenprall mit einem Gegenspieler ausgewechselt werden, kam aber rund eine Woche später wieder zum Einsatz. Anfang Dezember 1974 bestritt er seine letzte Zweitligabegegnung für die Hamburger.
Nach dem Abstieg mit dem HSV Barmbek-Uhlenhorst wechselte Kilian zum Stadtrivalen FC St. Pauli, für den er in der Saison 1975/76 in sechs Zweitligaspielen im Tor stand. Anschließend gehörte der Torhüter, der zeitweise der Amateurauswahl des Hamburger Fußball-Verbands angehörte, wieder zum Aufgebot Barmbek-Uhlenhorsts, 1980 wechselte er zum Oberliga-Rivalen Hummelsbütteler SV und spielte ab 1986 beim TuS Hoisdorf. Mit Hummelsbüttel unter Trainer Eugen Igel erreichte Kilian 1985 die Aufstiegsrunde zur 2. Bundesliga. Im Mai 1987 erzielte Kilian für Hoisdorf am letzten Spieltag der Landesliga ein Tor per Elfmeter. Mit Hoisdorf traf er im September 1988 in der zweiten Runde des DFB-Pokals auf den FC Bayern München. Er verlor das Spiel gegen den FC Bayern mit 0:4. Der beruflich als Tankstellenbetreiber tätige Kilian stand ab 1989 beim Meiendorfer SV (Verbandsliga) im Tor. Im Sommer 1990 wechselte er zum Oberligisten Altona 93, im Dezember desselben Jahres kam es zur Trennung. Im November 1993 schloss sich Kilian als Ersatztorhüter dem VfL 93 Hamburg an.